# إيتو سميث
روماريوس "إيتو" سميث (من مواليد 11 سبتمبر 1995) هو لاعب كرة قدم أمريكي. تمت صياغة سميث من قبل أتلانتا فالكونز في الجولة الرابعة من 2018 ن ف ل درافت ، ولعب ثلاثة مواسم للصقور في اتحاد كرة القدم الأميركي . لعب كرة القدم الجامعية في ملكة جمال الجنوب

## السنوات المبكرة

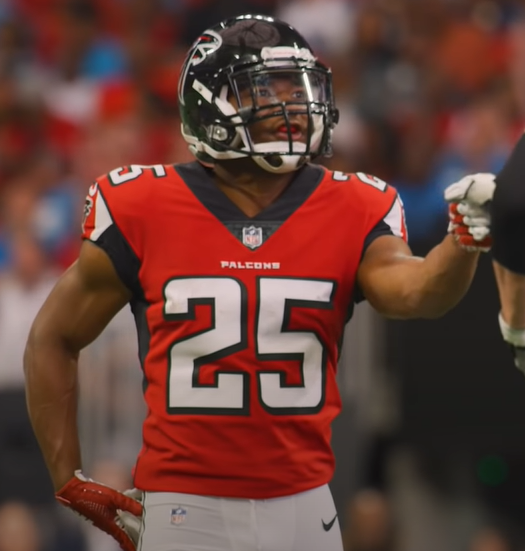
سميث في عام 2018

## روابط خارجية
- Southern Miss Golden Eagles bio